# أدريان ونايت
أدريان ونايت (بالسويدية: Adrian Knight)‏ هو ملحن سويدي، ولد في 1987 في أوبسالا في السويد.

## وصلات خارجية
- الموقع الرسمي
- أدريان ونايت على موقع ميوزك برينز (الإنجليزية)